# Хамизов, Руслан Хажсетович
Руслан Хажсетович Хамизов (род. 3 августа 1955 года) — советский и российский учёный-химик, член-корреспондент РАН (2022).

## Биография
Родился 3 августа 1955 года[где?].
В 1977 году окончил химический факультет МГУ.
В 1982 году защитил кандидатскую диссертацию, тема: «Ионообменные свойства иммобилизованной ДНК». В 1998 году защитил докторскую диссертацию, тема: «Физико-химические основы комплексного освоения минеральных ресурсов вод океана».
Работает в Институте геохимии и аналитической химии имени В. И. Вернадского РАН (ГЕОХИ РАН)
- Заведующий лабораторией сорбционных методов ГЕОХИ РАН.
- С 2021 года — исполнял обязанности директора ГЕОХИ РАН, с 26 января 2023 года — директор Института.

В 2022 году — избран членом-корреспондентом РАН от Отделения химии и наук о материалах.

## Научная деятельность
Специалист в аналитической химии, физической химии поверхностных явлений и химической технологии.
Область научных интересов: теория и практика сорбционных процессов концентрирования и разделения веществ.
Основные научные работы по аналитической химии, химическим технологиям, теории и практике сорбционных процессов концентрирования и разделения веществ. Опубликовал более 130 научных статей и глав в коллективных монографиях, является соавтором 35 авторских свидетельств и патентов, включая патенты в США, европейских странах, Японии и Израиле.
Соавтор цикла пионерских работ по кинетике и динамике ионообменных процессов в многофазных многокомпонентных системах, в которых развиты теоретические подходы для их описания (с учётом возникающих при обмене неоднородных электрических полей), процессов, идущих в неизотермических условиях, а также при изменении свойств компонентов в ходе ионного обмена.